# ونی، فرانسه
ونی، فرانسه (به فرانسوی: Vany, France) یک کمون در فرانسه است که در Canton of Montigny-lès-Metz واقع شده‌است.

## خصوصیات
ونی ۳٫۱ کیلومترمربع مساحت و ۲۴۴ نفر جمعیت دارد و ۱۸۰ متر بالاتر از سطح دریا واقع شده‌است.